# Галонзня-Велика
Галонзня-Велика (пол. Gałąźnia Wielka, нім. Groß Gansen) — село в Польщі, у гміні Колчиглови Битівського повіту Поморського воєводства.
Населення — 388 осіб (2011).
У 1975-1998 роках село належало до Слупського воєводства.

## Демографія
Демографічна структура станом на 31 березня 2011 року:
|          | Загалом | Допрацездатний вік | Працездатний вік | Постпрацездатний вік |
| -------- | ------- | ------------------ | ---------------- | -------------------- |
| Чоловіки | 204     | 42                 | 147              | 15                   |
| Жінки    | 184     | 38                 | 111              | 35                   |
| Разом    | 388     | 80                 | 258              | 50                   |